# (48774) Anngower
(48774) Anngower (1997 PO2) – planetoida z pasa głównego asteroid okrążająca Słońce w ciągu 4,12 lat w średniej odległości 2,57 j.a. Odkryta 10 sierpnia 1997 roku.